# 英葡永久同盟
英葡永久同盟（えいぽえいきゅうどうめい、英: Anglo-Portuguese Alliance, 葡: Aliança Luso-Britânica）は、イングランド（現イギリスの一部）とポルトガルの間で1373年に結ばれ、現在まで続く世界最古の軍事同盟。
この同盟は中世にまで遡り、両国の歴史を通じて重要な意義を持つ。19世紀の半島戦争の際にもこの同盟に従って、イギリスはイベリア半島に出兵した。

## 歴史

### 中世

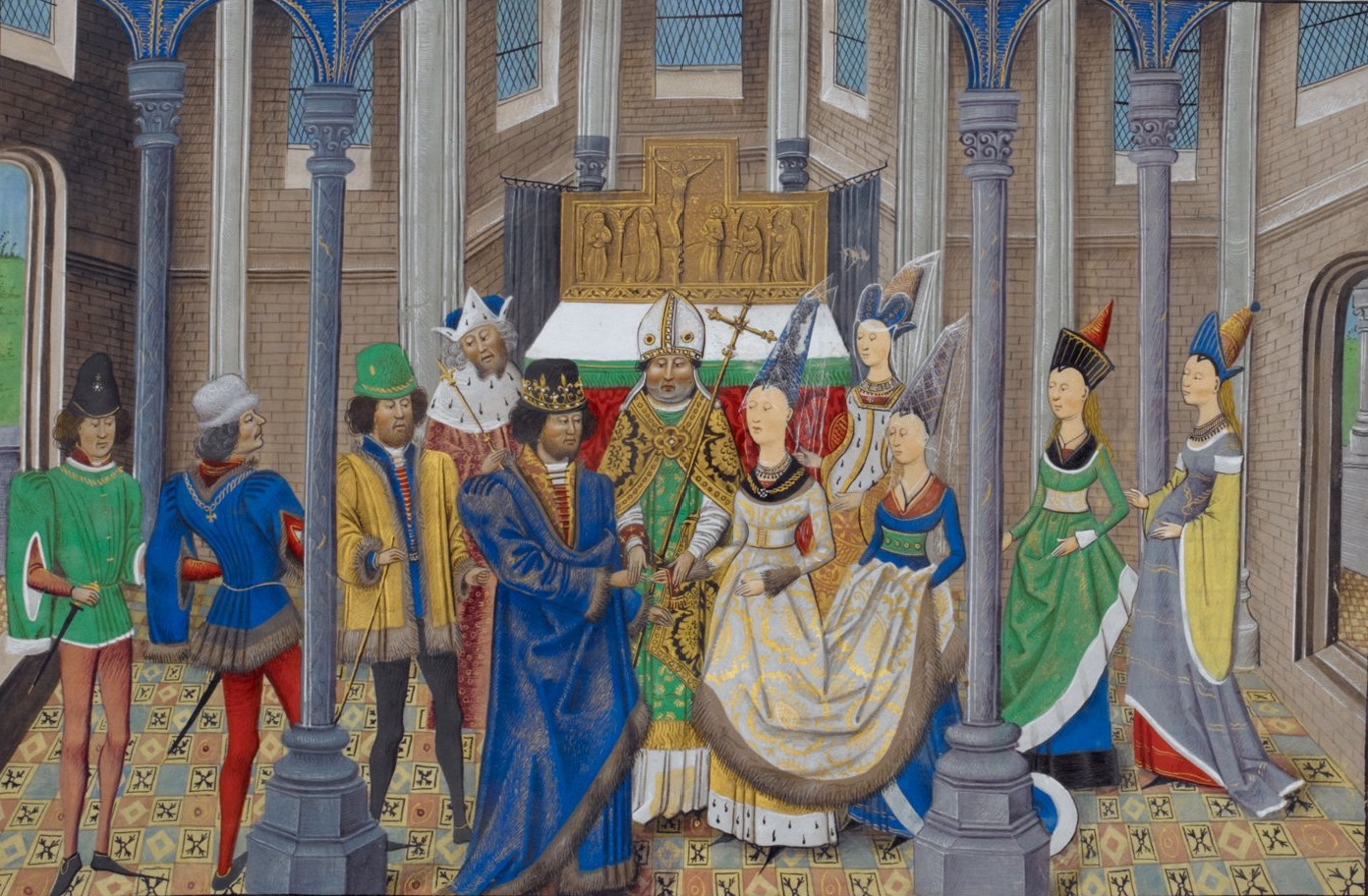
ジョアン1世とフィリッパの婚礼

イングランドによるポルトガルのアヴィス朝への協力関係は、以後600年以上にわたってポルトガルの外交政策の基礎を方向付けるものとなった。1386年5月、ウィンザー条約によって1294年に始まった同盟関係が正式なものとなり、ポルトガルのアルジュバロータにおいてこの2国間の永久友好条約が確認された。
翌1387年、ランカスター公ジョン・オブ・ゴーント（エドワード3世の子でヘンリー4世の父）はポルトガルの援助を受け、遠征軍を率いてガリシアへ上陸した。カスティーリャ王位の獲得がその目的であったが果たせず、ジョン・オブ・ゴーントは賠償金を得て帰国した。同盟の証として、ジョン・オブ・ゴーントは娘フィリッパをポルトガル王ジョアン1世へ嫁がせた。この結婚によってジョアン1世がもうけたのが、ポルトガルの黄金時代へと続く大航海時代で活躍する王子たちであった。詩人ルイス・デ・カモンイスは彼らを「奇跡の世代」と評した。
フィリッパはイングランド風の伝統を宮廷に持ち込み、貴族の教育を子供たちに与えた。彼女自身も優れた資質を持っており、宮廷を改革し、道徳的振る舞いの厳密な規律を強いた。また、イングランドとポルトガルの貿易も振興した。王子ドゥアルテは1433年に王位につき、ペドロは1438年のドゥアルテの死後摂政となった。フェルナンドは十字軍騎士として1437年のタンジール攻略に参加した。そして航海王子として知られるエンリケはキリスト騎士団総長となり、大航海時代の基礎を築いた。

### 17世紀から19世紀
英葡永久同盟に関する重要な出来事は以下の通りである。
- スペイン継承戦争の際、当初ポルトガルはサヴォイア公国とともにフランス側に立ったが、ブレンハイムの戦いの後、イギリスの側に回った。
- ナポレオン戦争時、ヨーロッパがナポレオンの支配下におかれ、孤立したポルトガルは侵攻を受けたが、イギリスの援助によって独立と主権を回復した。
  - また、ジョアン6世とポルトガル王室がブラジルへ亡命する際、護衛したのはイギリス艦隊であった。

### 20世紀
20世紀には、同盟は何度も使用されたが、第二次世界大戦後はイギリスの国力低下により協力を拒否されることが起きた。
- 第一次世界大戦が勃発した当初は中立を宣言していたが、東アフリカ戦線でポルトガル領モザンビークがドイツ帝国に侵攻され、1916年には連合国として参戦した。東アフリカ戦線ではドイツ軍の頑強な抵抗に遭い目立った戦果を出せないまま終戦を迎えた連合軍であったが、本国のポルトガル軍は西部戦線で戦った。一方で、同じイベリア半島の隣国スペインは大戦中を通して中立を維持していた。
- 第二次世界大戦中のポルトガルは中立国であったが、イギリスとの同盟に基づいてアゾレス諸島の基地を連合国に租借させた。
- 第二次世界大戦後の東西冷戦下では、1949年に北大西洋条約機構の原加盟国として西側陣営に早くから参加し、戦後に超大国化したアメリカ合衆国を盟主とする同盟の枠組みの中でイギリスとの新たな協調関係を築き上げた。
- 1961年、インドによってポルトガル領インド（ゴア、ダマン、ディウ）が併合された時、ポルトガルはイギリスに援助を求めたが事実上拒否された。
- 1966年、マカオ暴動の際に中華人民共和国の人民解放軍の軍事恫喝を受けた際にも、ポルトガルは隣接する香港に駐在するイギリスに援助を求めたが、この際も事実上拒否された。
- 1982年のフォークランド紛争の際、アゾレス諸島の基地がイギリス海軍に再び提供された。

## 現代における重要性
今日、両国はNATOの参加国であり、両国の関係は英葡永久同盟を形成する多くの条約や条項によってではなく、こういった国際機関を通じて調整されているものの、依然として同盟の意義は大きい。